# Gnagna
A Gnagna é uma província de Burkina Faso localizada na região Este. Sua capital é a cidade de Bogandé.

## Departamentos

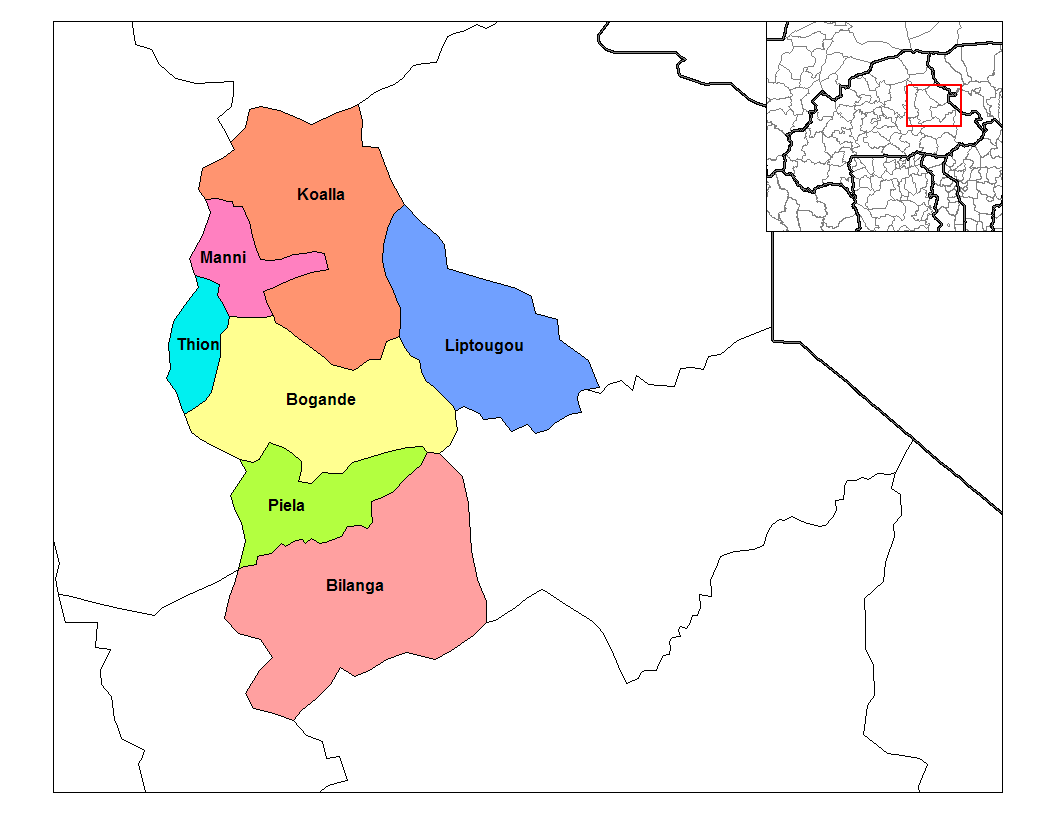
Localização dos diversos departamentos da província da Gnagna, Burkina Faso

A província da Gnagna está dividida em sete departamentos:
- Bilanga
- Bogandé
- Coalla
- Liptougou
- Manni
- Piéla
- Thion